# 三枝孝臣
三枝 孝臣（さえぐさ たかおみ、1966年 - ）は、日本の実業家。株式会社アブリオ代表取締役社長、C Channel株式会社取締役。元・日本テレビ放送網社員。東京都出身。慶應義塾大学経済学部卒業。父は元テレビ東京常務取締役の三枝孝榮。

## 人物
学生時代に見た『今夜は最高!』に憧れ、1989年に日本テレビ（現・日本テレビホールディングス）に入社。テレビドラマやバラエティ番組を主に手掛けた。その後、制作局の演出家・プロデューサーを経て編成局編成部企画担当副部長兼チーフプロデューサー→情報エンターテインメント(カルチャー)局チーフクリエイター・プロデューサー→情報カルチャー局担当部長総合・ラインプロデューサー→編成局メディアデザインセンターメディアクリエイション部担当部長→インターネット事業局インターネット事業部担当部次長兼HJホールディングス・コンテンツ制作部長を歴任した。
2015年6月末を以て日本テレビを退社。同年7月に日本テレビの同期である森川亮（元・LINE株式会社代表取締役社長）が設立したC Channel株式会社の取締役に就任すると同時に、株式会社アブリオを設立して代表取締役社長に就任。
日本舞踊公演や小劇団の演出も手掛けており、慶應義塾大学メディア・コミュニケーション研究所の講師も務めている。

## 担当番組

### バラエティ・情報
- THE夜もヒッパレ[1]
- DAISUKI![1]
- 吉本印天然素材
- 週末の怪人 -セントマーチンの夏-
- それ行けKinKi大冒険
- それ行けKinKi大放送
- Gyu!と抱きしめたい!
- ピカイチ
- ジャパン☆ウォーカー
- メンB
- 少女B
- ミンナのテレビ
- HOT HIT 100（24時間テレビ内）
- さんま&SMAP!美女と野獣のクリスマススペシャル（立ち上げスタッフの1人・初代総合演出）[1]
- ウタワラ
- スッキリ!!（演出）[4]
- HAPPY Xmas SHOW（演出・プロデュース）
- 新型学問 はまる!ツボ学（チーフプロデューサー）
- 世界最強の勇者たち（チーフプロデューサー）
- ニッポン食の王座決定戦!（企画・総合演出）[1]
- コトバの法則（演出・プロデューサー）
- ZIP!（総合プロデューサー）[1]
- シューイチ（企画演出→総合プロデューサー→ラインプロデューサー）[4]
- うたうで! おどるで! THE カヴァ☆コラTV（演出監修）
- SENSORS（2014年、クリエイティブディレクター）[6]
- ペコジャニ∞!（TBS、ブレーン）

### ドラマ
- 今夜は営業中!
- 平成夫婦茶碗
  - 続・平成夫婦茶碗
- 億万長者と結婚する方法
- shin-D 「ナツのツボミ」
- 明日があるさ
- 東京庭付き一戸建て（プロデューサー・演出）
- あの日にかえりたい。〜東京キャンティ物語〜（2004年）[1]
- 東京ワンダーホテル（2004年）[1]
- マジすか学園4（ゼネラルプロデューサー）
- THE LAST COP/ラストコップ（2015年、制作）[4][7]
- 架空OL日記（2017年、製作）

### 舞台
- 福沢一座
  - 進め!ニホンゴ警備隊（2004年）
  - Dr.TV -汐留テレビ緊急救命室-（2005年）

## 出演

### テレビ番組
- 新・週刊フジテレビ批評（2016年6月4日放送、フジテレビ）

## 書籍
- 一流のMC力（2016年11月18日、東洋経済新報社）[2]